# Calliostoma hendersoni
Calliostoma hendersoni är en snäckart som beskrevs av Dall 1927. Calliostoma hendersoni ingår i släktet Calliostoma och familjen Calliostomatidae. Inga underarter finns listade i Catalogue of Life.